# Sven Hansell
Sven Hostrup Hansell (* 23. Oktober 1934 in New York City; † 6. März 2014 in Roseville, Kalifornien) war ein US-amerikanischer Musikwissenschaftler und Professor für Musikwissenschaft an der University of Iowa. Er war ein Spezialist für Musik- und Aufführungspraktiken des 17. und 18. Jahrhunderts sowie Cembalist und Komponist.
Hansell wurde in New York City geboren und wuchs in Philadelphia auf. Er erhielt seinen Bachelor-Abschluss von der University of Pennsylvania im Jahr 1956 und einen Master-Abschluss von der Harvard University im Jahr 1958. Anschließend studierte er Komposition bei Nadia Boulanger in Frankreich und absolvierte ein weiteres Studium an der Universität von Kopenhagen, der Musikhochschule in Berlin und in Indiana Universität. Er wurde 1966 an der University of Illinois mit einer Dissertation über die Kantaten, Motetten und Antiphonen von Johann Adolf Hasse promoviert.
Hansell lehrte Musikgeschichte und Cembalo an der University of California, Davis, bevor er 1973 an die Fakultät der University of Iowa wechselte. 1999 zog er sich als emeritierter Professor für Musikwissenschaft von der University of Iowa zurück. Im Laufe seiner Karriere hat er über 60 Artikel für das New Grove-Wörterbuch für Musik und Musiker verfasst.
Ab 1990 bis zu seinem Tod war Hansell mit der deutschen Musikwissenschaftlerin Marie-Agnes Dittrich verheiratet. Er war früher mit der Musikwissenschaftlerin und Organistin Kathleen Kuzmick Hansell verheiratet.